# Zhongxing Shuiku
Zhongxing Shuiku är en reservoar i Kina. Den ligger i provinsen Anhui, i den östra delen av landet, omkring 23 kilometer nordost om provinshuvudstaden Hefei. Zhongxing Shuiku ligger 39 meter över havet. Arean är 10,2 kvadratkilometer. Trakten runt Zhongxing Shuiku består till största delen av jordbruksmark. Den sträcker sig 4,8 kilometer i nord-sydlig riktning, och 5,9 kilometer i öst-västlig riktning.
Genomsnittlig årsnederbörd är 1 419 millimeter. Den regnigaste månaden är juli, med i genomsnitt 236 mm nederbörd, och den torraste är december, med 33 mm nederbörd.